# Histoire de Las Vegas
L'histoire de Las Vegas, telle que présentée dans cet article, concerne à la fois la ville de Las Vegas et sa région, dans l'État du Nevada aux États-Unis. L'histoire officielle démarre avec la découverte de la vallée de Las Vegas par Raphael Rivera, un éclaireur mexicain, qui fait partie de la caravane d'Antonio Armijo, chargé d'ouvrir une route commerciale, le Old Spanish trail (en), entre le Nouveau-Mexique et Los Angeles, en 1829.

## Avant l'arrivée de la caravane
Le paysage préhistorique de ce qui est maintenant la vallée de Las Vegas et la plupart du Nevada du Sud (en) était un marais composé d'eaux abondantes et de végétations. Durant des centaines de milliers d'années, les rivières présentes se sont écoulées dans le sol et le marais a reculé. La vallée a évolué en un paysage desséché, aridité supportée uniquement par les plantes et animaux les plus robustes. À un certain moment dans l'histoire géologique de la vallée, l'eau qui s'était enfoncée en dessous du terrain refait surface sporadiquement et s'écoule dans ce qui est maintenant le fleuve Colorado. Cela a permis de multiplier une végétation luxuriante, la création de zones humides, d'oasis, dans le paysage du désert des Mojaves.
Une preuve de la vie préhistorique dans la vallée de Las Vegas est apparue en 1993, lorsque des travailleurs de la construction découvrent les restes d'un mammouth colombien. Les paléontologues estiment que les mammouths parcouraient la région il y a environ 8 000 à 15 000 années.
Il y a environ 10 000 ans, les amérindiens ont commencé à vivre dans la vallée de Las Vegas. Les archéologues y ont découvert des paniers, pétroglyphes, pictogrammes et autres éléments de preuve dans divers endroits, mais aussi la grotte de Gypse (en) et le site archéologique de Tule Springs (en).
Il y a 2 000 ans, les Anasazis s'installent dans le Nevada du Sud et vivent le long des rivières Virgin et Muddy. Des Païutes s'installent dans la région dès l'an 700, migrant entre les montagnes voisines en été et passant l'hiver dans la vallée, du-côté de Las Vegas Springs (en).

## 1829-1905: origines

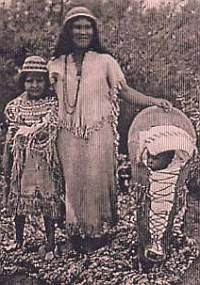
Païutes en tenue traditionnelle.

La vallée de Las Vegas est découverte par Raphael Rivera, un éclaireur mexicain, qui fait partie de la caravane de l’espagnol Antonio Armijo, chargé d'ouvrir une route commerciale, la Old Spanish trail (en), entre le Nouveau-Mexique et Los Angeles, en 1829,. Les prairies fertiles découvertes dans cette vallée, en espagnol : Las Vegas, sont le nom que lui donnent ces hommes.
John Charles Frémont voyage dans la vallée de Las Vegas le 3 mai 1844, alors qu'elle fait encore partie du Mexique. Il est nommé par le Président afin de diriger un groupe de scientifiques, d'éclaireurs et d'espions pour le corps du génie de l'armée des États-Unis qui se préparent à une guerre possible avec le Mexique. En arrivant dans la vallée, un fort clandestin est construit à Las Vegas Springs (en). La guerre avec le Mexique se produit et le Nevada devient le 36e État intégré dans l'Union, le 31 octobre 1864. Le fort est utilisé, pendant les années suivantes, par les voyageurs, les hommes de montagnes, les chasseurs et les commerçants qui cherchent un refuge, mais n'est pas habité en permanence.
En 1855, William Bringhurst dirige un groupe de 29 missionnaires Mormons de l'Utah à la vallée de Las Vegas. Les missionnaires y construisent un fort près d'un ruisseau et pratiquent l'irrigation par inondation pour arroser leurs cultures, un processus encore utilisé dans le parc actuel. Toutefois, en raison de la montée des tensions entre les dirigeants de la petite communauté mormone, la chaleur de l'été et les difficultés dans les cultures, les missionnaires retournent en Utah, en 1857, abandonnant le fort.
Durant les années suivantes, la région reste inoccupée par les Américains, à l'exception de voyageurs et de commerçants. Puis l'United States Army, dans une tentative de tromper les espions actifs des États confédérés d'Amérique en Californie du Sud en 1864, annoncent faussement avoir repris le fort et l'avoir renommé Fort Baker. Après la fin de la guerre en 1865, Octavius D. Gass (en), un homme d'affaires, prospecteur et politicien, avec l'aide d'une commission du gouvernement fédéral, réoccupe le fort.
La nation Païute diminue en nombre et négocie un nouveau traité avec les États-Unis, cédant la zone autour du fort aux États-Unis, en échange de relogements et de la fourniture de matériels alimentaire et agricole. Par conséquent, Gass commence à irriguer les anciens champs et rebaptise la zone Rancho Las Vegas. Gass produit du vin dans son ranch et Las Vegas devient connu comme étant la meilleure étape sur le Old Spanish Trail. En 1872, Gass agrandit son ranch et utilise sa position en tant que législateur, pour avoir le territoire situé autour de son ranch et afin que celui-ci fasse partie du Nevada au lieu de l'Arizona. En 1881, en raison de sa mauvaise gestion et d'intrigues avec le syndicat Mormon, Gass perd son ranch au profit d'Archibald Stewart afin de lui rembourser un privilège que celui-ci avait sur la propriété.
La propriété est à nouveau agrandie et reste dans la famille (en dépit de l'assassinat d'Archibald Stewart en juillet 1884) jusqu'à ce qu'elle soit rachetée en 1902 par le San Pedro, Los Angeles et Salt Lake Railroad la compagnie de chemin de fer américain qui construit une ligne dans le Nevada du Sud. Le chemin de fer est un projet du sénateur du Montana William Andrews Clark. Clark se rallie le sénateur américain de l'Utah et magnat des mines, Thomas Kearns pour assurer l'achèvement de la ligne à travers l'Utah en direction de Las Vegas.
La loi foncière de l’État (1885) offre des terres à 1,25 $ l'acre (soit 309 $ le km²). Clark et Kearns font la promotion de la région aux agriculteurs américains qui élargissent rapidement les parcelles agricoles de la région. Ce n'est pas avant 1895 que la première migration des Mormons, à grande échelle, commence dans la région, afin d'accomplir le rêve de Bringhurst. Grâce aux puits et à l'irrigation, l'agriculture devient la première activité durant les 20 années suivantes et en reconnaissance de son développement, les agriculteurs appellent la région comté de Clark en l'honneur du magnat des chemins de fer et du sénateur.

## 1905-1929: la naissance, la croissance et la crise

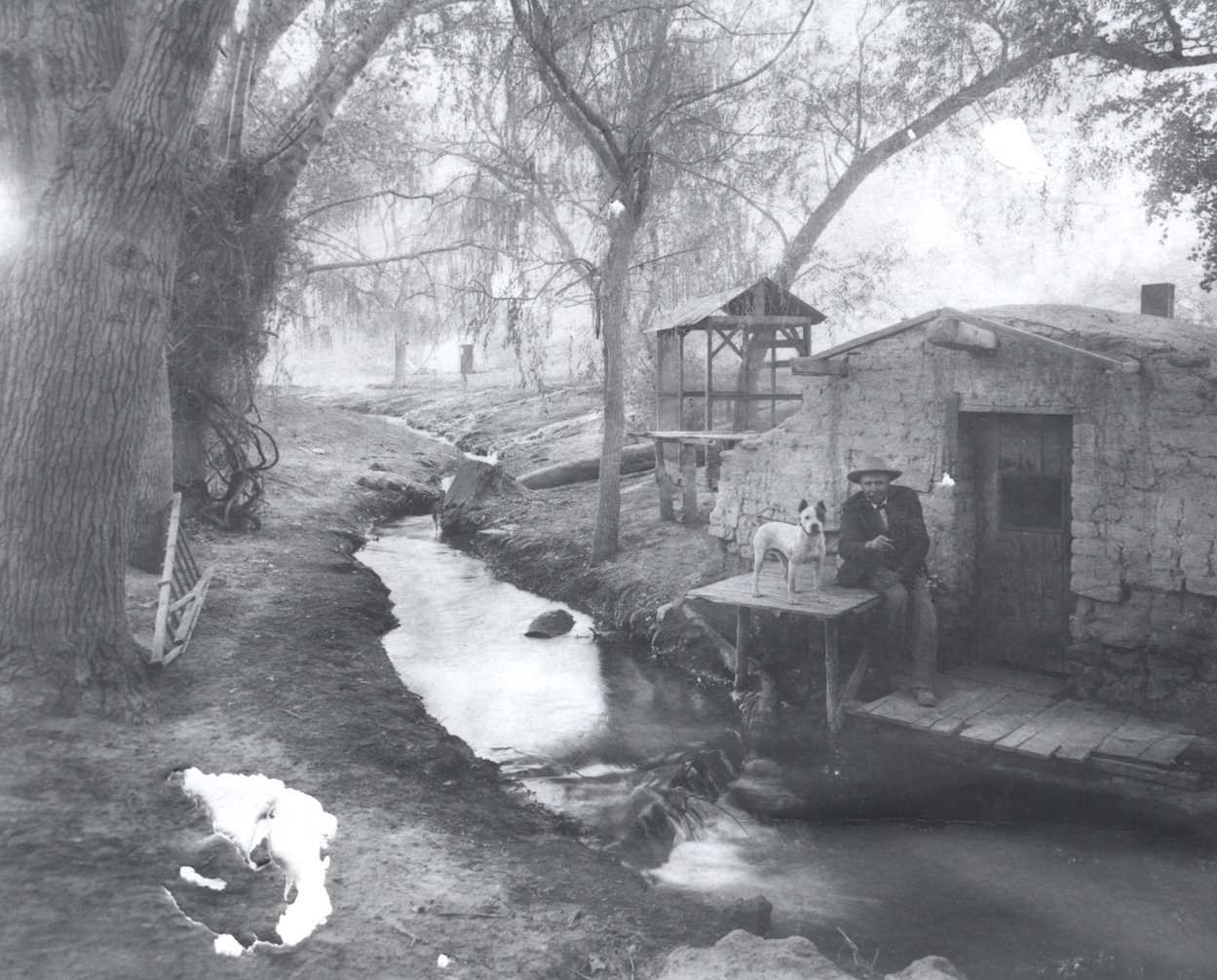
Une maison à Las Vegas - fin du XIXe siècle.

Au début du XXe siècle, l'eau des puits est acheminée dans la ville, fournissant à la fois une source fiable d'eau douce et les moyens d'une croissance supplémentaire. La disponibilité accrue de l'eau dans la région de Las Vegas, lui permet de devenir un arrêt d'approvisionnement en eau, d'abord pour les convois de chariots et plus tard les chemins de fer, sur la piste entre Los Angeles, en Californie et en direction de l'est tel qu'Albuquerque au Nouveau-Mexique.
La ligne reliant San Pedro, Los Angeles et Salt Lake City est achevée en 1905. Le sénateur américain William Andrews Clark est le propriétaire majoritaire du chemin de fer, qui est une société basée dans l'Utah. Parmi les fondateurs d'origine, il y a également le sénateur américain de l'Utah Thomas Kearns et son partenaire d'affaires David Keith. Kearns, l'un des hommes les plus riches et les plus puissants de l'Utah, ainsi que David Keith, sont les propriétaires de la mine Silver King Coalition de l'Utah, de plusieurs mines dans le Nevada et les propriétaires du journal The Salt Lake Tribune. Kearns et Keith Clark contribuent à assurer le succès du nouveau chemin de fer qui traverse l'Utah et le Nevada jusqu'à la Californie. Curieusement, durant une période, il existe deux villes nommées Las Vegas : le côté est de Las Vegas (qui englobe l'actuelle rue principale et Las Vegas Boulevard (en)) propriété de Clark et l'ouest de Las Vegas (qui englobe la région au nord de l'actuelle Bonanza Road - qui fait partie, de nos jours, de la Nevada State Route 579 (en)) détenue par JT McWilliams, qui avait été embauché par la famille Stewart lors de la vente du Las Vegas Rancho et qui avait racheté, à l'ouest du ranch, des terres disponibles. C'est à partir de leurs propriétés que Las Vegas prend forme.
Clark construit, par la suite, une autre ligne de chemin de fer qui bifurque de Las Vegas à la ville, en plein essor, de Bullfrog, Nevada (en), ligne appelée Las Vegas and Tonopah Railroad (en).
Avec les recettes rapportées par les deux lignes de chemins de fer qui la traversent, la région de Las Vegas se développe rapidement. Le 15 mai 1905, la ville de Las Vegas est officiellement fondée, lorsque 110 acres (45 ha) de terres sont vendues aux enchères pour devenir plus tard le quartier d'affaires Downtown Las Vegas (en).
Las Vegas devient l'élément moteur dans la création du comté de Clark en 1909 et la ville est intégrée, en 1911, au comté. Le premier maire de Las Vegas est Peter Buol (en) : il exerce son mandat de 1911 à 1913.
Peu après l'incorporation, l'État du Nevada, devient, à contrecœur, le dernier État occidental à interdire les jeux. Cela se produit à minuit, le 1er octobre 1910, lorsque la stricte loi anti-jeu entre en vigueur dans le Nevada. Elle interdit même la coutume occidentale du pile ou face pour le prix d'une boisson. Néanmoins, Las Vegas a une économie diversifiée et une communauté d'affaires stable et prospère et continue donc à croître jusqu'en 1917. Cette année-là, une combinaison de facteurs économiques et la réorientation des ressources, par le gouvernement fédéral, afin de soutenir l'effort de guerre, contraint le Las Vegas et Tonopah Railroad à se déclarer en faillite. Bien que William Clark ait vendu les restes de la société à l'Union Pacific, une grève nationale, en 1922, conduit Las Vegas dans une situation désespérée.

## 1930-1941: le barrage Hoover et les premiers casinos

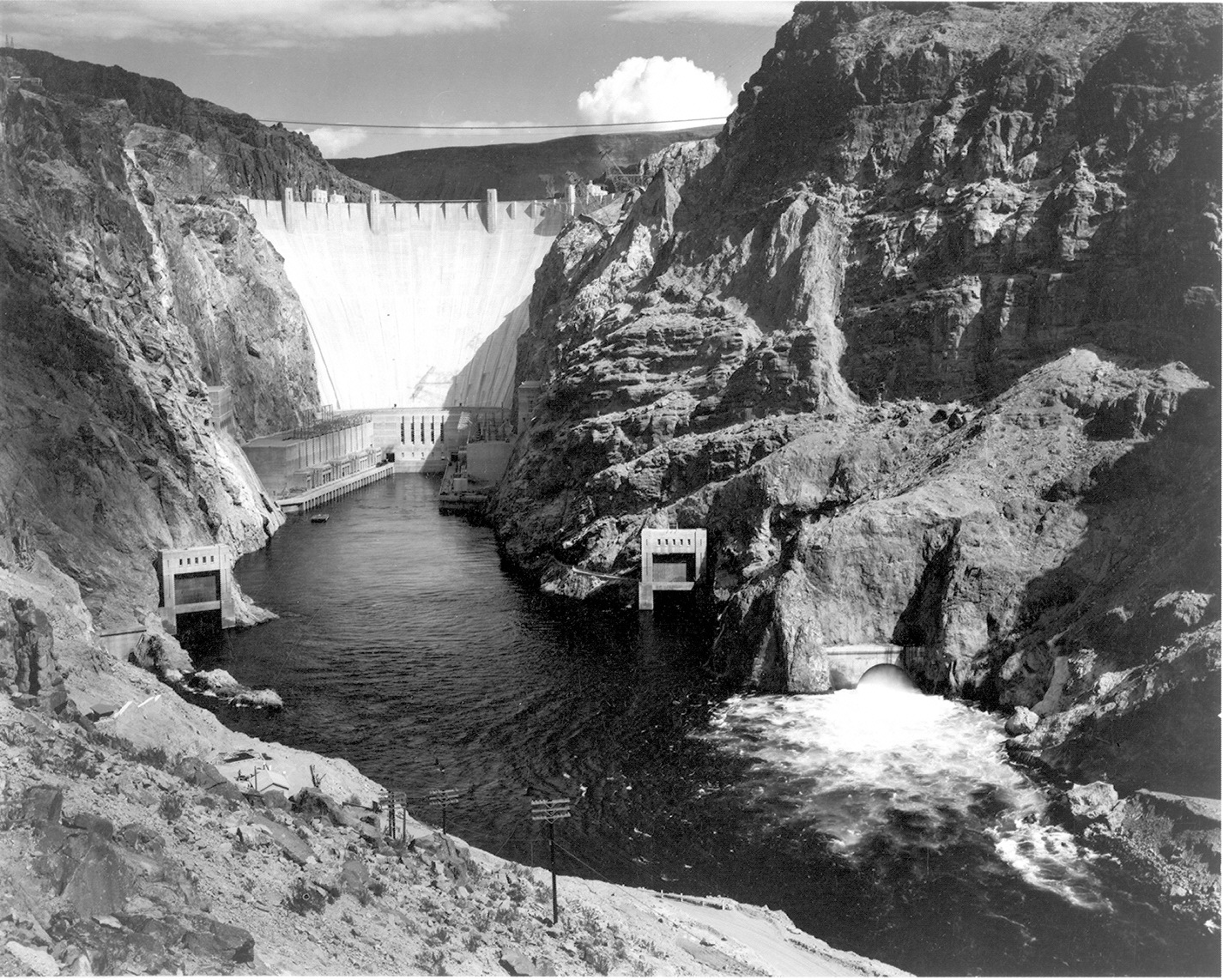
Le barrage Hoover en 1942.

Le 3 juillet 1930, le président Herbert Hoover signe le projet de loi de crédits pour le barrage Boulder, du nom du canyon où il sera construit. Le barrage est rebaptisé barrage Hoover pendant l'administration Truman. Les travaux du barrage commencent en 1931 et la population de Las Vegas progresse d'environ 5 000 à 25 000 habitants, dont la plupart des nouveaux arrivants sont à la recherche d'un emploi à la construction du barrage. Par conséquent et du fait de la situation démographique de la population, majoritairement masculine et célibataire provenant de tout le pays, la région va développer le marché des grands spectacles de divertissement. Des propriétaires locaux s'associent à des financiers Mormons et la Mafia pour développer la construction de casinos et de spectacles de showgirls afin de divertir les travailleurs masculins employés à la construction du barrage.
Malgré l'afflux des personnalités du crime, la communauté d'affaires locale tente de redorer l'image de Las Vegas lorsque le secrétaire à l'Intérieur Ray Lyman Wilbur fait une visite d'inspection du site du barrage en 1929. Il y rencontre un employé dont l'haleine sent l'alcool (à cette époque la prohibition est en cours). Le gouvernement décide alors de la création d'une ville sous contrôle fédéral, Boulder City, pour les ouvriers du barrage.
Réalisant que le jeu serait rentable pour les entreprises locales, l'État du Nevada légalise localement le jeu, en 1931. Las Vegas, avec une petite - mais déjà bien établie - industrie illégale du jeu est sur le point de commencer son ascension en tant que capitale mondiale du jeu. Le comté délivre la première licence de jeu, en 1931, pour le Northern Club (en) ; bientôt d'autres casinos sont autorisés sur Fremont Street tels que le Las Vegas Club (en) et l'Hôtel Apache. Fremont Street devient la première rue pavée de Las Vegas et reçoit le premier feu de circulation de la ville en 1931.
En réponse, le gouvernement fédéral restreint la circulation des ouvriers du barrage dans Las Vegas. Des itinéraires détournés de contrebande se développent alors. En 1934, pour limiter ces activités et du fait de la présence croissante des personnalités du crime dans l'industrie du jeu, les personnes influentes de la ville éliminent les repaires où se pratiquent les paris et tentent d'endiguer le flux des travailleurs du barrage. Cela ne fait qu'enhardir certains ouvriers du barrage qui trouvent encore le moyen de se rendre à Las Vegas. C'est en 1934 que le festival Helldorado Days (en) est créé.
Bien que les efforts de restriction aboutissent à une baisse de fréquentation des lieux de jeux d'argent et une baisse d'activité, la ville est recomplétée, littéralement, lorsque le barrage est achevé en 1935. En 1937, la Southern Nevada Power (compagnie d'électricité du Nevada du Sud) devient le premier fournisseur d'électricité produite par le barrage et Las Vegas son premier client. Fremont Street est surnommée Glitter Gulch en raison des nombreuses lumières fonctionnant à l'électricité. Pendant ce temps, bien que la population des travailleurs du barrage ait disparu, le barrage Hoover et son réservoir, le lac Mead, sont transformés en attractions touristiques : il devient nécessaire de créer des hôtels supplémentaires de classe supérieure.
En 1940, l'U.S. Route 95 est allongée en direction du sud à Las Vegas, donnant à la ville deux routes d'accès principales. C'est aussi en 1940, que la première station de radio permanente de Las Vegas, KENO, commence à émettre.

## 1941-1945: les années de guerre

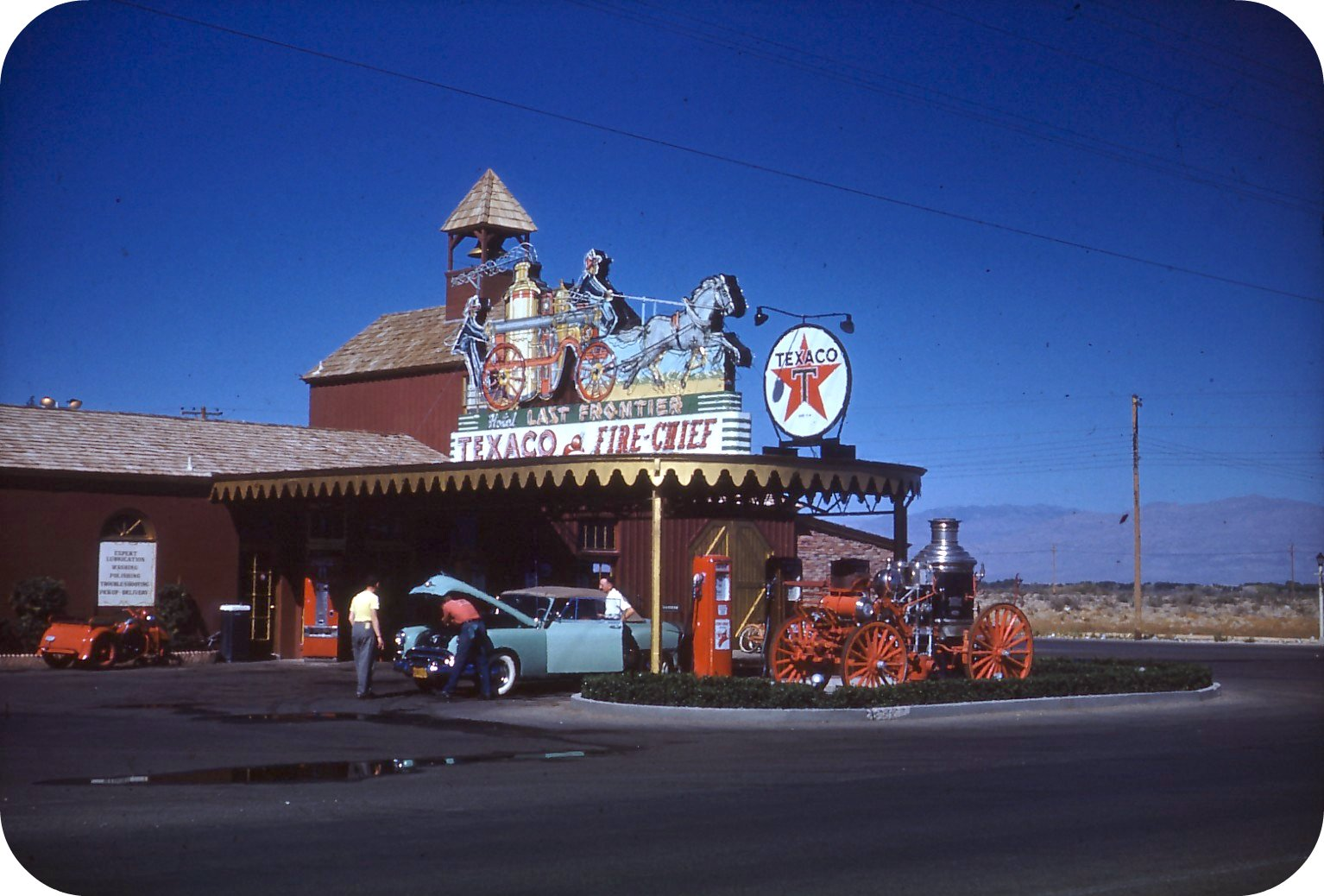
L'hôtel Last Frontier, qui est aussi une station essence.

Le 25 janvier 1941, l'United States Army établit une école d'artillerie pour l'United States Army Air Corps à Las Vegas. Le maire, John L. Russell, transfère les terres au corps du commissariat des États-Unis pour sa formation. L'école d'artillerie devient plus tard Nellis Air Force Base. En raison du fait que la prostitution est légale, l'armée américaine mécontente contraint Las Vegas, en 1942, à en interdire la pratique, rendant le bloc 16, quartier chaud de Las Vegas, définitivement inactif.
Le 3 avril 1941, le propriétaire d'hôtels, Thomas Hull, ouvre l'El Rancho Vegas. Il s'agit du premier hôtel implanté sur ce qui allait devenir le Strip. Le 30 octobre 1942, R.E. Griffith reconstruit un hôtel, sur le site d'une boîte de nuit appelée Pair-O-Dice, qui a ouvert en 1930, et le baptise Hotel Last Frontier. D'autres hôtels sont construits sur et autour de Fremont Street mais le nouvel hôtel construit sur le Strip démontre publiquement l'influence de la criminalité organisée à Las Vegas.
Bien que des personnalités de la criminalité organisée sont impliquées dans certains hôtels, les patrons de la mafia n'ont jamais détenu ou contrôlé les hôtels et clubs qui restaient monopolisés par les familles de Las Vegas, celles-ci n'étant pas disposées à céder du terrain aux patrons du crime. Cela change après-guerre, quand le gangster Bugsy Siegel, avec l'aide d'un ami mafieux, Meyer Lansky, apporte de l'argent, à travers les banques des Mormons, pour assurer sa légitimité et construire Le Flamingo, en 1946, considéré alors comme l'hôtel le plus luxueux au monde.

## 1947-1963: la prospérité d'après guerre et le crime organisé

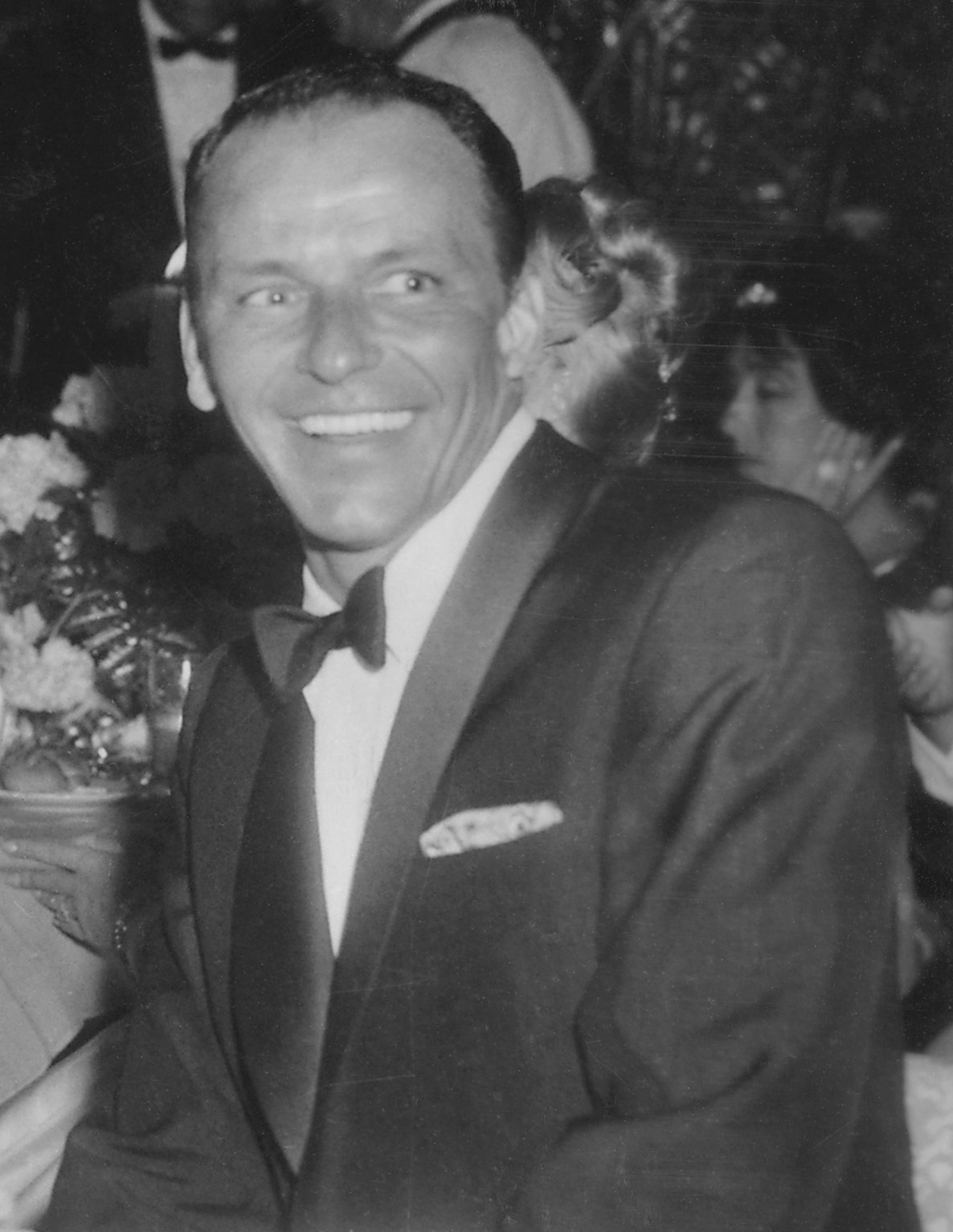
Frank Sinatra, membre de The Rat Pack des années 1950.

Dès l'origine, le Flamingo perd de l'argent et Siegel meurt sous une grêle de balles à Beverly Hills, en Californie, l'été 1947. En outre, la police locale et les shérifs-adjoints du comté de Clark sont connus pour leurs méthodes brutales envers les truands qui « ont trop grandi pour leur pantalon ». Cependant, de nombreux truands voient le potentiel que le jeu offre à Las Vegas. De 1952 à 1957, par l'apport d'argent et les prêts institutionnels octroyés par le syndicat des conducteurs routiers américains (International Brotherhood of Teamsters) et certains banquiers Mormons, ils construisent le Sahara Hotel, le Sands Hotel, le New Frontier, le Royal Nevada, le Showboat Hotel (en), le Riviera, le Fremont Hotel, le Binion's Horseshoe (en) et enfin le Tropicana.
Ces hôtels du crime, détenus et exploités par une commission mixte composée d'anciens Mormons, qui fournissent une légitimité politique et dans les affaires et des personnes impliquées dans le crime organisé qui fournissent des revenus non déclarés et les hommes dans la rue, tels que Meyer Lansky, sont considérés comme la quintessence du divertissement par le jeu. Même s'il est connu que certains propriétaires de ces casinos ont des antécédents douteux, en 1954, plus de 8 millions de personnes visitent annuellement Las Vegas injectant 200 millions de dollars dans ces casinos. Le jeu n'est plus la seule attraction : les plus grandes stars de films et de la musique comme Elvis Presley, Frank Sinatra, Dean Martin, Andy Williams, Liberace, Bing Crosby, Carol Channing s'y produisent dans l'intimité. Après être venu voir ces célébrités, les touristes jouent, puis mangent dans les buffets gastronomiques qui deviennent le repas de base de l'industrie du casino.
Cependant, la réunion de divers groupes marginaux et/ou soupçonnés tels que les Juifs, les Siciliens Américains (en) et les Mormons, dans les entreprises de jeu à Las Vegas et le virage ultérieur du marché des jeux de hasard dans la ville déclenchent une enquête de deux ans conduite par le sénateur Estes Kefauver et sa commission sénatoriale des États-Unis chargée d'enquêter sur la criminalité dans le commerce entre États (en) en 1950-1951.
Les auditions concluent que l'argent du crime organisé est incontestablement lié aux casinos de Las Vegas et devient l'intérêt principale de la ville ce qui attire les revenus de vastes groupes et renforce leur influence dans le pays. Cela conduit à une proposition, par le Sénat, à instituer un contrôle fédéral du jeu. La puissance et l'influence du sénateur du Nevada, Pat McCarran font que cette proposition est abandonnée par la commission.

## Années 1950: les essais atomiques et le développement de Las Vegas

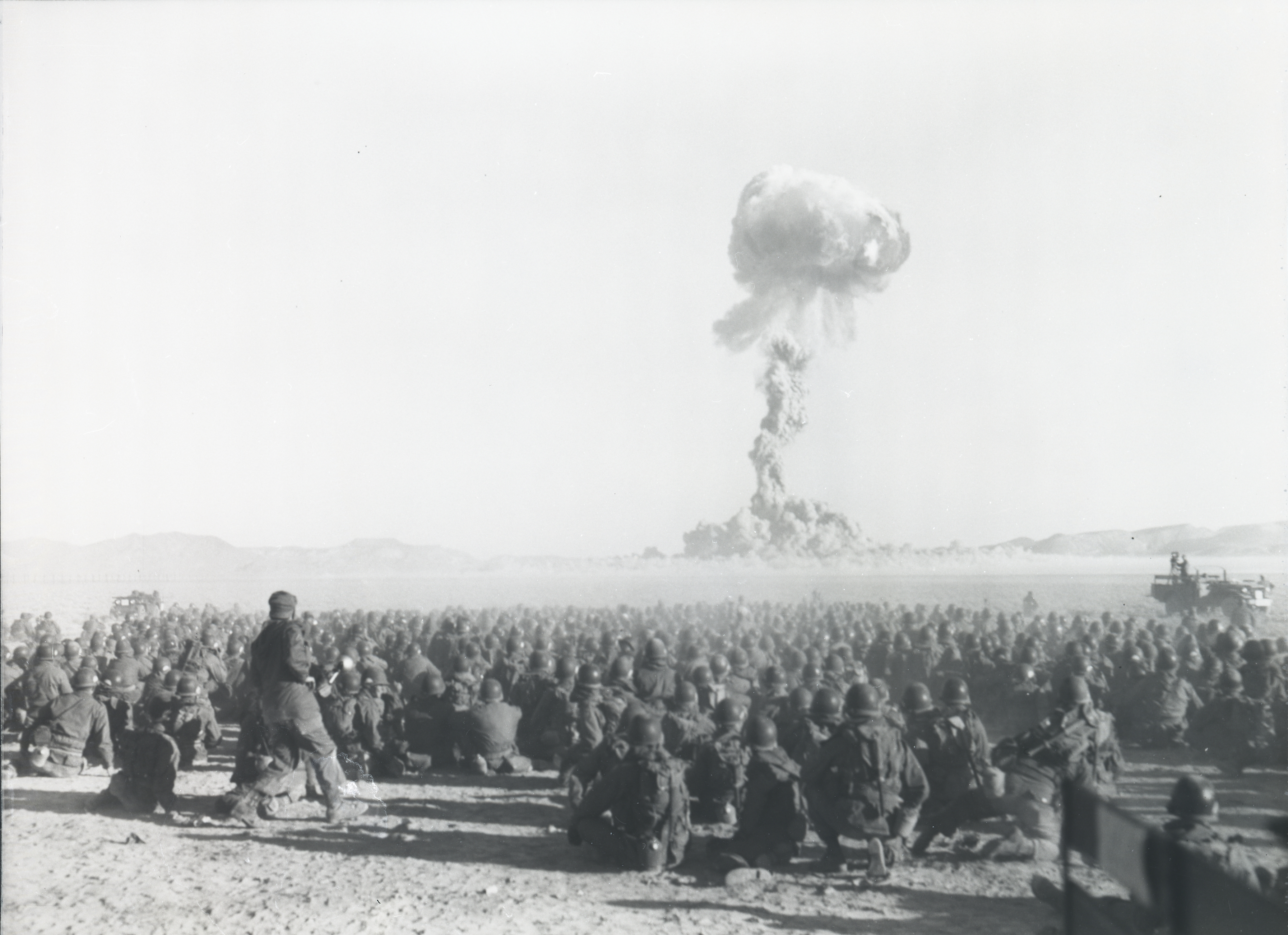
Essai nucléaire (Opération Buster-Jangle - 1951).

Alors que le Strip est en plein essor, la commission de l'énergie atomique des États-Unis procède au premier essai nucléaire, de plus d'une centaine d'explosions atmosphériques, sur le site d'essais du Nevada, le 27 janvier 1951. Ces essais atmosphériques se poursuivront jusqu'à la promulgation du traité d'interdiction partielle des essais nucléaires en 1963, date à laquelle les tests deviennent souterrains.
Le dernier essai est effectué en 1992. Malgré les dangers et les risques, largement sous-estimés à l'époque, liés à l'exposition et au rayonnement des retombées radioactives, Las Vegas annonce les explosions comme une autre attraction touristique et offre des cocktails atomiques dans des chambres à vue sur le ciel, qui offrent une belle vue sur le nuage en champignon.
L'afflux des employés gouvernementaux de la commission de l'énergie atomique mais aussi la banque de Las Vegas, contrôlée par les Mormons, assurent le financement du boom des casinos, au cours de ces années. Mais Las Vegas ne se contente pas d'accroître les casinos. En 1948, le terrain McCarran est choisi pour le trafic aérien commercial. En 1957, l'université du Nevada de Las Vegas est créée, d'abord comme annexe de l'université du Nevada de Reno puis elle devient indépendante en 1969. En 1959, la commission du comté de Clark construit le centre des conventions de Las Vegas, qui devient une partie essentielle de l'économie de la région.

## 1955-1980: début de l'ère moderne de Las Vegas

### Howard Hughes

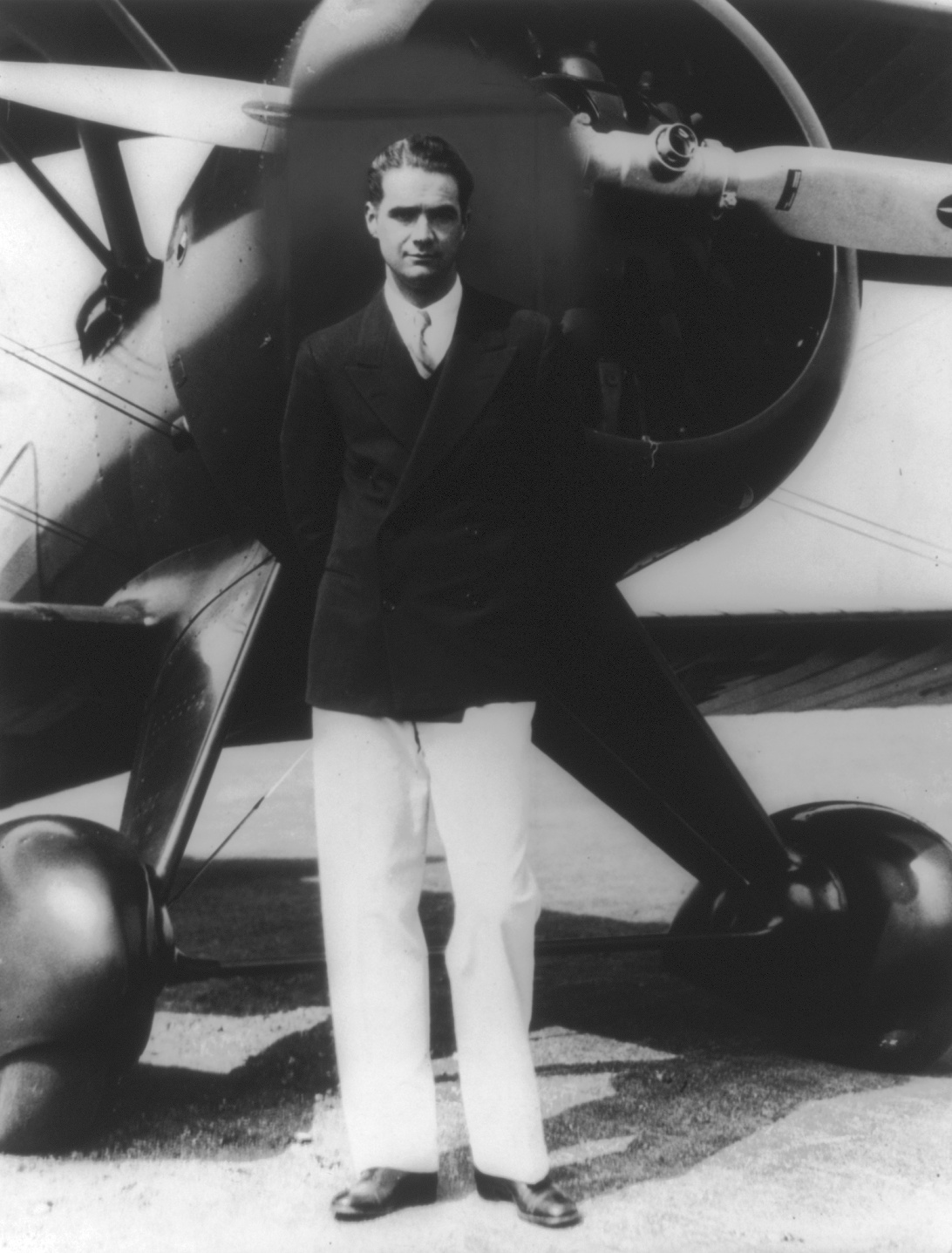
Howard Hughes.

En 1966, Howard Hughes, le héros excentrique de l'industrie de l'aviation américaine, déménage à Las Vegas. Installé initialement au Desert Inn, il refuse de quitter sa chambre et décide d'acheter tout l'hôtel. Hughes étend son empire financier dans l'immobilier, l'hôtellerie et les médias à Las Vegas : ses dépenses sont estimées à 300 millions de dollars. Il utilise ses pouvoirs considérables pour prendre en charge la plupart des hôtels bien connus, en particulier ceux liés au crime organisé et il devient rapidement l'un des hommes puissants de Las Vegas. Il contribue à changer l'image de Las Vegas, à partir de ses origines du Far West en une ville cosmopolite, plus raffinée. En hommage à Howard Hughes, l'équipe de base-ball de Las Vegas se nomme les Aviators.

### Hank Greenspun
Le journal local, Las Vegas Sun (en) et son rédacteur Hank Greenspun (en) mènent alors une croisade pour révéler tous les liens et activités criminelles ainsi que la corruption gouvernementale à Las Vegas. Ses reportages d'investigation conduisent à la révélation que le Shérif du comté de Clark, Glen Jones, est propriétaire d'un bordel et à la démission du lieutenant-gouverneur du Nevada, Clifford A. Jones, en tant que président du conseil d'administration du comité judiciaire national du Parti démocrate. Avant sa mort, en 1989, Hank Greenspun fonde la Corporation Greenspun, afin de gérer les actifs de sa famille. La corporation demeure d'une influence majeure à Las Vegas, avec des participations dans les médias de l'imprimerie, la télévision et l'Internet, des biens immobiliers et des participations dans un certain nombre de casinos.

### La gestion locale
L'un des problèmes, pour la ville de Las Vegas, est que le Strip n'est pas implanté dans les limites de Las Vegas. Pour cette raison, la ville perd des recettes fiscales. La ville de Las Vegas tente d'annexer le Strip, mais le syndicat utilise les fonctionnaires du comté de Clark pour organiser une manœuvre juridique afin que les propriétés situées sur le Strip soient regroupées en un secteur non constitué en municipalité appelé Paradise. Conformément à la loi du Nevada, une ville constituée, en l’occurrence Las Vegas, ne peut annexer une ville non incorporée. À ce jour, la quasi-totalité du Strip, mais aussi l'aéroport international McCarran, sont situés en dehors de la ville de Las Vegas.

### La déségrégation

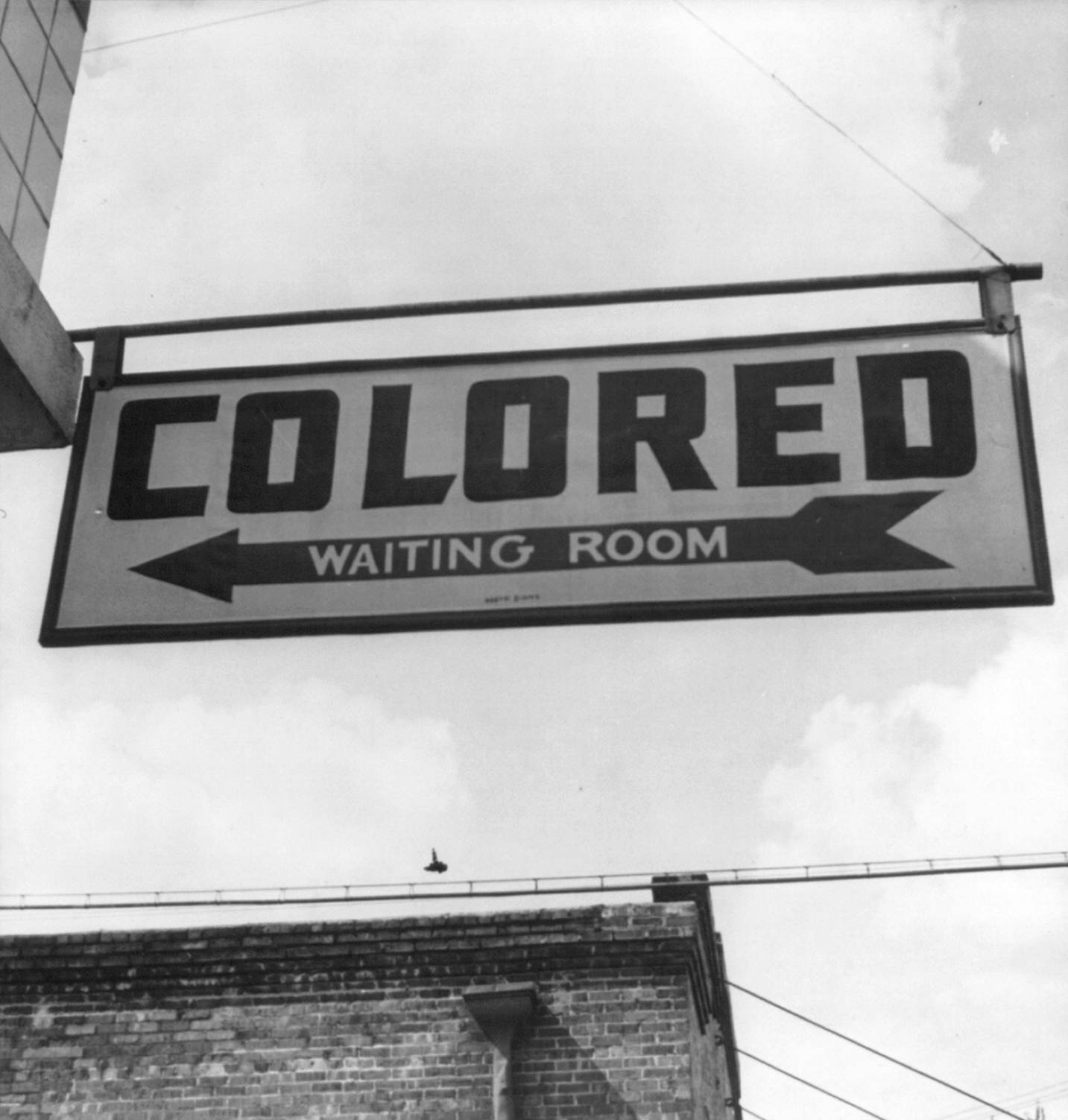
Enseigne indiquant une salle d'attente réservée aux personnes de couleur (1943).

Tout comme dans les comtés et villes à travers les États-Unis, les lieux de divertissement sont des endroits où la ségrégation raciale est pratiquée entre les noirs et les blancs. La quasi-totalité des entreprises sont détenues et exploitées par les blancs. Les afro-Américains sont séparés dès l'entrée dans les lieux, clairement indiqués et hors de vue, sans se soucier de leur légitimité ou criminalité, afin que la clientèle blanche puisse se divertir. À cause des titres de propriété, celles appartenant aux non-blancs mais aussi les entreprises orientées sont confinées à des clubs sur le côté ouest des routes, appelé le Mississippi de l'ouest. Cela s'applique également dans la plupart des postes de travail ainsi, les afro-Américains, à l'exception de ceux qui aident à des postes subalternes et mal rémunérés ou de divertissement mais aussi les Hispaniques, sont limités dans l'exercice de professions dans les clubs appartenant aux blancs. Toutefois, en raison des offres de travail proposés aux noirs, de nombreux clubs privilégient les travailleurs noirs et la population hispaniques diminue de quatre-vingts pour cent, passant de 2275 à 236 vers le milieu des années 1950.
Cependant, les cercles appartenant à la criminalité organisée y voient une occasion d'affaires à ne pas diviser leur clientèle par race et malgré les titres de propriété et les codes de la ville et du comté prohibant ces activités, elle fait plusieurs tentatives de déségrégation dans leurs établissements dans l'espoir de mettre fin aux clubs appartenant aux non-blancs afin d'élargir leurs parts de marché.
Une tentative est faite afin de créer une boîte de nuit mixte, sur le modèle des clubs de Harlem à New York, des années 1920 et 1930, comme ceux détenus par le gangster de la Yiddish Connection Dutch Schultz. Le 24 mai 1955, le patron de la criminalité juive, Wil Max Schwartz, avec l'aide d'autres investisseurs, ouvre le Moulin Rouge Hotel (en). Il s'agit d'un casino très chic et racialement mixte qui alors rivalise avec les établissements du Strip et plus particulièrement les établissements non-blancs situés du côté ouest. Toutefois, dès la fin de l'année, le casino ferme en raison d'une brouille entre Schwartz et ses partenaires. Mais les graines de la déségrégation sont semées.
De nombreuses sources créditent Frank Sinatra et le Rat Pack comme une force motrice significative pour la déségrégation dans les casinos. Une célèbre histoire raconte le refus de Sinatra de chanter à l'Hôtel Sands à moins que l'hôtel y présente également Sammy Davis Jr. Le célèbre groupe fait des demandes similaires dans d'autres lieux forçant les propriétaires à modifier leurs politiques au fil du temps.
Cependant, il aura fallu l'action politique le plus souvent appuyée par des groupes criminels juifs pour que la déségrégation raciale se produise. En 1960, la NAACP menace d'une protestation contre la politique des casinos de la ville. Une réunion entre la NAACP, le maire et les hommes d'affaires locaux entraîne dans toute la ville la déségrégation dans les casinos en commençant par les employés. De nombreux Blancs se résignent face à leurs positions et de nombreux emplois sont donnés aux associations pour les noirs. Tout comme le reste du pays, Las Vegas expérimente la lutte pour les droits civils. Des militants comme James Bryan McMillan (en), Grant Sawyer, Bob Bailey et Charles Keller poussent Las Vegas vers l'intégration raciale.
Mis à part qu'il n'y ait aucun avantage commercial à l'exclusion de clients non-blancs, des casinos et clubs, les organisations du crime organisé sont elles-mêmes composées de personnes appartenant à des ethnies (juifs et italiens) qui sont victimes de discriminations de la part des WASP d'Amérique et comprennent bien le sort des Noirs.
L'autre grande force pour l'égalité est un militant lié à la criminalité juive, le maire Oran Gragson (en). Lancé dans la politique locale par un cercle de policiers qui détruisent à plusieurs reprises son magasin d'électro-ménager, il met en œuvre des améliorations des infrastructures pour les quartiers des minorités à Las Vegas, soutient la NAACP dans ses actions et fait la promotion pour l'emploi des travailleurs noirs. Il défend également la cause de la tribu Païutes qui possédait une petite partie de Las Vegas et empêche le gouvernement américain d'expulser la tribu : il a effectivement apporté des améliorations d'infrastructure pour eux. Son travail a aidé à renverser la diminution des populations minoritaires à Las Vegas.
La législation locale suit la législation nationale et l'intégration est finalement établie. Les seules violences qui subsistent sont la conséquence de l'intégration dans les écoles, avec des émeutes et des combats violents qui se produisent dans le lycée de Clark, lorsque des gangs noirs et des jeunes commencent à attaquer les blancs avec pour effet de faire fuir les blancs du district scolaire de 1965 à 1971.

### L'incendie du MGM

Le 21 novembre 1980, le MGM Grand Hôtel et Casino, subit un incendie dévastateur (Incendie du MGM (en)). Au total, 85 personnes périssent et 785 sont blessées dans ce qui reste la pire catastrophe de l'histoire du Nevada. La propriété est finalement vendue et rouverte sous le nom de Bally's Las Vegas, alors que le MGM est reconstruit au sud, sur l'avenue Tropicana (en).

## De 1970 aux années 2000: la croissance explosive
Las Vegas et le comté de Clark connaissent des taux de croissance incroyablement élevés à partir des années 1930 et qui durera jusqu'à la récession de la fin des années 2000.
Durant cette période, la population de la ville fait plus que doubler au cours de la plupart de chaque décennies. Ce taux ralentit, dans les années 1970, avec la diminution du taux de natalité de la population blanche, mais n'est jamais descendue en dessous de 60 % (de 1980 à 1990). Elle accélère durant les années 1990 en raison de l'immigration. En 2000, Las Vegas est la plus grande ville fondée au cours du XXe siècle et en 2006, elle est la 28e plus grande ville des États-Unis, avec une population de 552 000 dans la ville et près de 1,8 million dans le comté de Clark. La croissance explosive entraîne le développement rapide des zones commerciales et résidentielles dans toute la vallée de Las Vegas. Le fort boom dans le secteur hôtelier conduit à de nombreux nouveaux développements de condominiums tout le long du Strip et de la zone du centre-ville.
Par ailleurs, le développement de l'étalement urbain et des maisons unifamiliales se poursuit à travers la vallée ainsi que la construction des zones de Henderson, North Las Vegas, Centennial Hills et Summerlin. La rapide croissance démographique et son développement s’interrompent brusquement lors de la récession de la fin des années 2000,.

## Depuis 1989: l'ère desmégas-hôtels

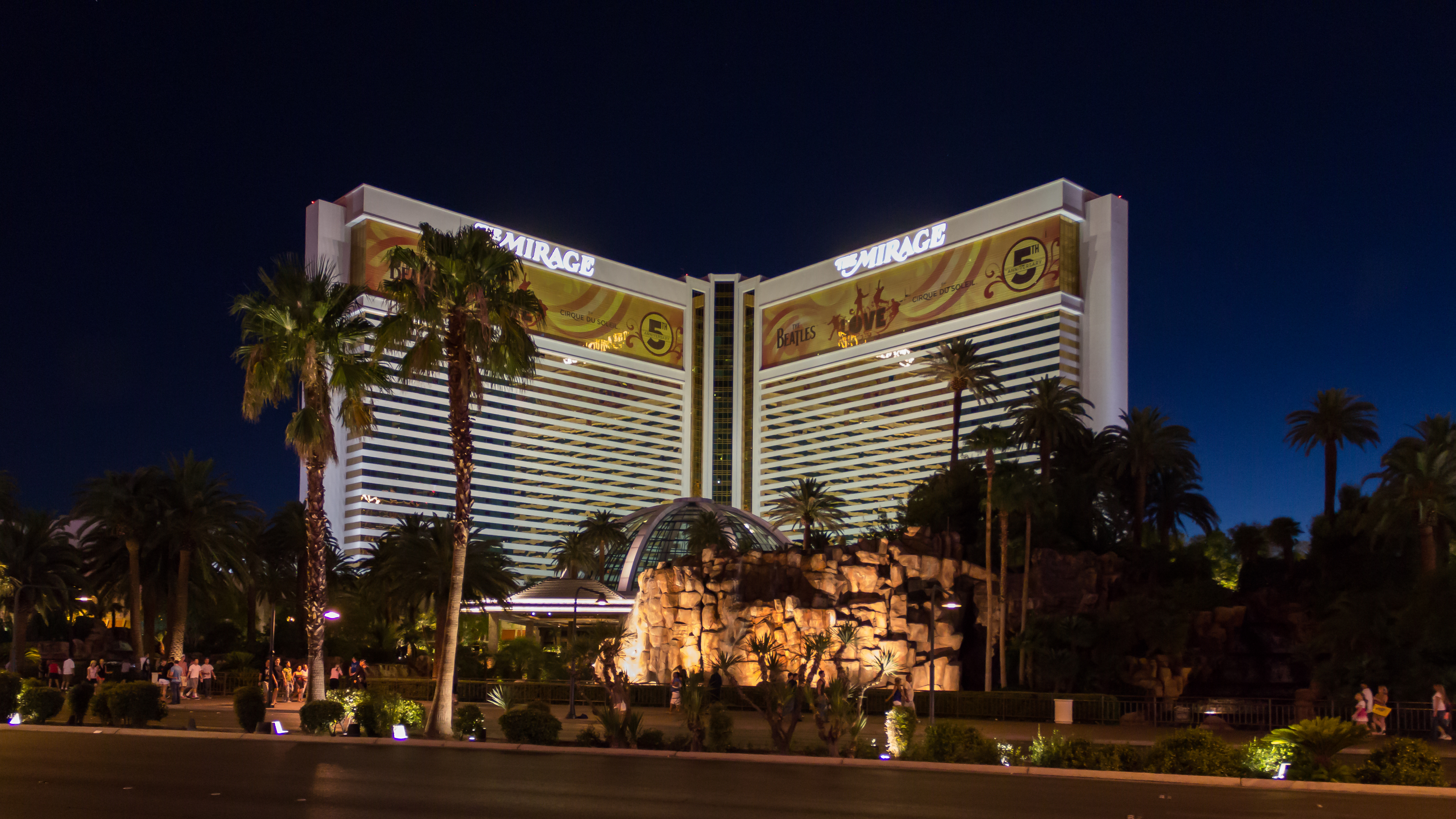
L'hôtel-casino The Mirage à Las Vegas.

L'époque mafia et Rat Pack de Las Vegas, qui remonte au milieu du XXe siècle, prend fin progressivement dans les années 1980 en raison du vieillissement de la génération de la Seconde Guerre mondiale, du déclin des membres du crime organisé et l'ascension des entrepreneurs baby boomers qui commencent un nouveau chapitre de l'histoire de la ville, l'époque des méga-hôtels. Las Vegas commence à devenir, un endroit plus commercial, orienté vers la famille. De grandes sociétés possèdent les hôtels, casinos et boîtes de nuit en remplacement des patrons de la mafia. L'ère des hôtels à grande capacité débute en 1989 avec la construction de l'hôtel The Mirage. Construit par l'entrepreneur Steve Wynn, c'est le premier complexe construit avec de l'argent provenant de Wall Street, c'est-à-dire la vente de 630 millions $ en obligations pourries. Ses 3 044 chambres, contenant chacune des vitres teintées à l'or, établissent un nouveau standard pour l'hôtellerie de luxe de Las Vegas et attirent des touristes en masse, ce qui produit un apport financier supplémentaire et une croissance rapide du Strip. De nombreux hôtels emblématiques et autres établissements sont rasés pour faire place à des complexes de plus en plus grands et somptueux, tels que :
- 1990 : Rio et Excalibur
- 1993 : MGM Grand, Treasure Island et Luxor,
- 1996 : Stratosphere Tower et Monte Carlo
- 1997 : New York-New York
- 1998 : Bellagio
- 1999 : Mandalay Bay, The Venetian et Paris
- 2000 : Planet Hollywood (anciennement Aladdin)
- 2001 : Palms
- 2005 : Wynn
- 2007 : Palazzo
- 2008 : Encore
- 2009 : CityCenter
- 2010 : The Cosmopolitan

## Ralentissement puis reprise
Malgré le succès, la crise des subprimes qui débute en 2007 et la récession affectent la réussite économique. Peu de temps après, la construction résidentielle est bloquée et les projets de construction sont soit annulés, reportés ou se poursuivent avec des difficultés financières tels ceux du MGM Mirage, au sein du projet CityCenter, le Fontainebleau, l'Echelon Place et le Plaza Hotel & Casino (en). La situation financière mondiale a également un effet négatif sur le jeu et les recettes du tourisme, ce qui conduit à de nombreuses difficultés pour les entreprises. Pendant un temps, Las Vegas envisage de devenir une destination familiale, mais fait rapidement machine arrière : les enfants n'ont pas d'argent à dépenser. La ville trouve son salut juste après la crise dans le développement de boites de nuit démesurées. Elle rajeunit ainsi un peu sa clientèle, la diversifie. Même si le jeu représente encore un peu plus d'un tiers des revenus, soit presque une chute de moitié en deux décennies, les discothèques et spectacles arrivent juste derrière sur le Strip. Les sept plus gros night-club des États-Unis, en chiffre d'affaires, sont à Las Vegas ; certains réalisant 800 000 à 1 million de dollars par nuit. Alors que de nombreux analystes prédisent en 2008 une forte récession pour la ville, ceux-ci doivent donc admettre que l'économie de Las Vegas se redresse, avec une amélioration dans le tourisme, mais aussi le marché du logement, dès 2013. Les prix augmentent et il y a une augmentation importante dans le marché des maisons à un million de dollars.
Le 1er octobre 2017 a lieu une fusillade au Mandalay Bay Resort and Casino, faisant 61 morts et plusieurs centaines de blessés.

## Sources
- (en) Cet article est partiellement ou en totalité issu de l’article de Wikipédia en anglais intitulé « History of Las Vegas » (voir la liste des auteurs).
- Site de Las Vegas